# Championnat d'Éthiopie de football 2016-2017
Navigation
Saison précédente Saison suivante
La saison 2016-2017 du Championnat d'Éthiopie de football est la soixante-et-onzième édition de la première division en Éthiopie, la National League. Elle regroupe, sous forme d'une poule unique, seize équipes du pays qui se rencontrent deux fois au cours de la compétition, à domicile et à l'extérieur. À l'issue de la saison, les trois derniers du classement sont relégués et remplacés par les trois meilleurs clubs de deuxième division. 
C'est le club de Saint-George SC, triple tenant du titre, qui remporte à nouveau la compétition cette saison après avoir terminé en tête du classement final, avec onze points d'avance sur Dedebit FC et Adama City FC. Il s'agit du vingt-neuvième titre de champion d'Éthiopie de l'histoire du club.

## Les clubs participants
- EEPCO
- Ethiopian Coffee Sport Club
- Awassa City FC
- Dedebit FC
- Fasil City FC - Promu de D2
- Defence Force SC
- Sidama Coffee FC
- Adama City FC
- Arba Minch FC
- Dire Dawa City FC
- Commercial Bank of Ethiopia SA
- Saint-George SC
- Woldia SC - Promu de D2
- Welayta Dicha FC
- Jimma Aba Bunna - Promu de D2
- Addis Abeba City FC - Promu de D2

## Compétition
Le barème de points servant à établir les classements se décompose ainsi :
- Victoire : 3 points
- Match nul : 1 point
- Défaite : 0 point

### Classement
| Rang | Équipe                         | Pts | J  | G  | N  | P  | Bp | Bc | Diff |
| ---- | ------------------------------ | --- | -- | -- | -- | -- | -- | -- | ---- |
| 1    | Saint-George SCT               | 62  | 30 | 18 | 8  | 4  | 49 | 20 | +29  |
| 2    | Dedebit FC                     | 51  | 30 | 13 | 12 | 5  | 36 | 22 | +14  |
| 3    | Adama City FC                  | 51  | 30 | 13 | 12 | 5  | 27 | 17 | +10  |
| 4    | Sidama Coffee FC               | 49  | 30 | 13 | 10 | 7  | 30 | 22 | +8   |
| 5    | Ethiopian Coffee Sport Club    | 48  | 30 | 12 | 12 | 6  | 36 | 25 | +11  |
| 6    | Fasil City FCP                 | 43  | 30 | 12 | 7  | 11 | 32 | 30 | +2   |
| 7    | Woldia SCP                     | 37  | 30 | 9  | 10 | 11 | 18 | 20 | -2   |
| 8    | Defence Force SC               | 37  | 30 | 8  | 13 | 9  | 24 | 35 | -11  |
| 9    | Welayta Dicha FCC              | 36  | 30 | 9  | 9  | 12 | 24 | 30 | -6   |
| 10   | Awassa City FC                 | 35  | 30 | 9  | 8  | 13 | 35 | 37 | -2   |
| 11   | Dire Dawa City FC              | 35  | 30 | 8  | 11 | 11 | 21 | 29 | -8   |
| 12   | Arba Minch FC                  | 34  | 30 | 6  | 16 | 8  | 25 | 32 | -7   |
| 13   | EEPCO                          | 33  | 30 | 6  | 15 | 9  | 23 | 24 | -1   |
| 14   | Jimma Aba BunnaP               | 32  | 30 | 7  | 11 | 12 | 18 | 22 | -4   |
| 15   | Commercial Bank of Ethiopia SA | 31  | 30 | 7  | 10 | 13 | 27 | 38 | -11  |
| 16   | Addis Abeba City FCP           | 20  | 30 | 4  | 8  | 18 | 17 | 39 | -22  |

|  | Qualification pour la Ligue des champions de la CAF 2018                                |
|  | Qualification pour la Coupe de la confédération 2018                                    |
|  | Relégation directe en deuxième division                                                 |
|  | T : Tenant du titre C : Vainqueur de la Coupe d'Éthiopie P : Promu de deuxième division |

## Bilan de la saison
| Championnat d'Éthiopie de football 2016-2017 |                                |
| Champion                                     | Saint-George SC (29e titre)    |
| Coupes et trophées                           |                                |
| Vainqueur de la Coupe d'Éthiopie 2016-2017   | Welayta Dicha FC               |
| Qualifications continentales                 |                                |
| Ligue des champions de la CAF 2018           | Saint-George SC                |
| Coupe de la confédération 2018               | Welayta Dicha FC               |
| Promotions et relégations                    |                                |
| Promus en National League                    | Jimma Aba Jifar FC             |
| Promus en National League                    | Mekele City FC                 |
| Promus en National League                    | Welwalo Adigrat University     |
| Relégués en Second League                    | Jimma Aba Bunna                |
| Relégués en Second League                    | Addis Abeba City FC            |
| Relégués en Second League                    | Commercial Bank of Ethiopia SA |